# Rudolf Müller-Chappuis
Rudolf Müller-Chappuis (* 3. Januar 1905 in Liedolsheim (heute Ortsteil von Dettenheim im Landkreis Karlsruhe); † 8. Dezember 1968 in Mannheim) war ein deutscher Pianist, Klavierpädagoge und Schriftsteller.

## Werdegang
Rudolf Müller-Chappuis wurde als Sohn des Volksschullehrers Rudolf Müller (1877–1915) geboren. Die Mutter Jeanne geb. Chappuis (1884–1931) stammte aus der französischen Schweiz am Genfersee. Er verbrachte die ersten zehn Lebensjahre mit Eltern und drei jüngeren Geschwistern (einem Bruder und zwei Schwestern) in Lipburg (heute Ortsteil von Badenweiler) im südlichen Schwarzwald. Eine dritte Schwester starb kurz nach der Geburt. Die Kinder wuchsen zweisprachig auf. Der frühe Tod der Eltern beeinflusste in starkem Maße die seelische Entwicklung des Kindes bzw. des jungen Künstlers.
Müller-Chappuis besuchte 1911–1914 die Grundschule in Lipburg und nach dem Umzug der Familie nach Heidelberg das humanistische Großherzogliche Gymnasium in Heidelberg (Herbst 1915 bis Ostern 1922), das er mit der Mittleren Reife verließ.
Müller-Chappuis erhielt von 1915 bis 1925 in Heidelberg Privatunterricht in Klavier und Theorie bei Mina Tobler. Die Ausbildung wurde 1925–1926 bei Conrad Ansorge und dessen Frau Margarete am Konservatorium der Musik Klindworth-Scharwenka in Berlin fortgesetzt. Im Wintersemester 1926 war Müller-Chappuis Schüler in der Klavierklasse von Wilhelm Kempff an der Württembergischen Hochschule für Musik in Stuttgart.
Es folgten erste Konzertverpflichtungen u. a. in Freiburg, Heidelberg, Mannheim, Frankfurt. Müller-Chappuis war häufig Gast im Rundfunk (Saarbrücken, Stuttgart, Frankfurt am Main, Köln, Bremen).
Müller-Chappuis wohnte 1931–1934 in Heidelberg, von 1934 bis Juni 1938 in Wuppertal, 1938 für kurze Zeit in Freiburg im Breisgau, von 1942 bis 1944 in Metz, dann wieder in Heidelberg. Er zog Mitte der fünfziger Jahre nach Seckenheim, wo er bis zu seinem Tod in einem Gartenhaus wohnte, das ihm seine Schwester zur Verfügung gestellt hatte.
Im Rahmen eines Austauschprogrammes unterrichtete Müller-Chappuis vom Herbst 1938 bis Juni 1941 an der Schule des Nishi Hongan-ji-Tempels in Kyōto eine Ausbildungsklasse für Klavier und konzertierte. Nach Ende des Unterrichtsvertrags kehrte er nach Europa zurück. Von Sommer 1941 bis Ende 1942 gastierte er in verschiedenen europäischen Städten und widmete sich Rundfunk- bzw. Schallplattenaufnahmen.
Von Herbst 1942 bis August 1944, während der Zeit der deutschen Besatzung Lothringens (1940–1944) unterrichtete Müller-Chappuis am Conservatoire de musique von Metz und gab nebenbei Konzerte. Er verließ die Stadt in der Endphase der Schlacht um Metz im September 1944 und kehrte nach Heidelberg zurück. Von hier aus entfaltete er eine rege Konzerttätigkeit. In Heidelberg und Mannheim-Seckenheim verfasste Rudolf Müller-Chappuis seine Schriften, die stark autobiographisch orientiert und dem Ideal einer von östlicher Philosophie geprägten einfachen Menschlichkeit verpflichtet sind.
Die letzten Lebensjahre waren von Krankheit gezeichnet. Die Folgen einer Nephrektomie und der Ausbruch einer Polyarthritis machten das Konzertieren unmöglich, sodass sich auch materielle Not einstellte.

Das Grab von Rudolf Müller-Chappuis befand sich bis zu seiner Auflassung auf dem Friedhof Neuenheim in Heidelberg. 

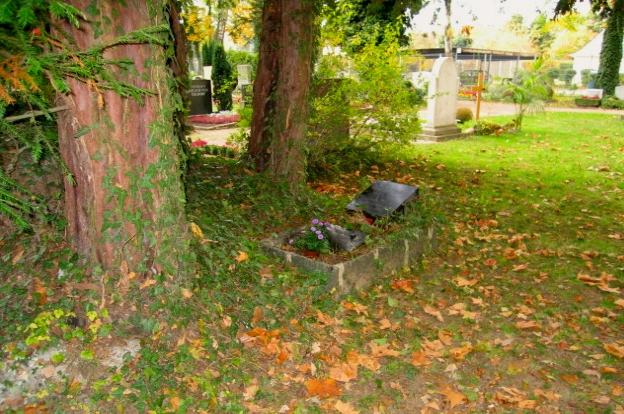
Grab von Rudolf Müller-Chappuis und seiner Eltern auf dem Friedhof Neuenheim in Heidelberg. Das Grab wurde inzwischen aufgelassen.

## Der Interpret und Lehrer
Das Repertoire von Müller-Chappuis umfasste in der Hauptsache Werke von Joseph Haydn, Wolfgang Amadeus Mozart, Franz Schubert, Robert Schumann und Frédéric Chopin. Er widmete sich außerdem dem Schaffen von Gabriel Fauré und den Werken von Jean-Philippe Rameau, François Couperin und anderen Vertretern der altfranzösischen Cembalomusik, die er in Bearbeitungen und so weit als möglich in der Originalfassung spielte. Auch Sonaten von Domenico Scarlatti waren immer wieder Teil seiner Programme. Im Jahre 1934 spielte Müller-Chappuis in Heidelberg die Uraufführung von Gerhard Frommel: Erste Klaviersonate in fis-Moll op. 6 (1930).
Der Interpretationsstil Rudolf Müller-Chappuis' war von Sensibilität und Innerlichkeit geprägt ohne in das Sentimentale abzugleiten. Wie seinem Lehrer Conrad Ansorge war ihm fremd, Virtuosität als Selbstzweck zu demonstrieren. Er schätzte besonders das Spiel von Conrad Ansorge, Eduard Erdmann, Dinu Lipatti und Clara Haskil.
Das sprechende Spiel im Dienste der Klangrede war ein Kennzeichen des Spieles von Müller-Chappuis. So fanden sich in seinen Interpretationen der altfranzösischen Barockmusik Elemente, wie z. B. das Prinzip der notes inégales, die für Barockspezialisten auf alten Instrumenten selbstverständlich waren, nicht aber für Pianisten des vorwiegend klassisch-romantischen Repertoires in den Nachkriegsjahren nach 1945. Auch die für die Interpretation des Chopin’schen Klavierwerkes gültigen Prinzipien des belcanto spielten in Müller-Chappuis’ Klavierkunst eine große Rolle. Hier traf er sich mit Raoul von Koczalski, dessen leichtes und gesangliches Spiel er vorbildlich fand.
Die alten Schallplattenaufnahmen der Deutschen Grammophon Gesellschaft (1938/1942) mit Robert Schumanns Kinderszenen op. 15, Wolfgang Amadeus Mozarts Duportvariationen Köchel-Verzeichnis 573 oder den Klavierstücken Frédéric Chopins geben am besten, trotz der Defizite der damaligen Aufnahmetechnik, die Feinheit und den Nuancenreichtum von Müller-Chappuis’ Spiel wieder.
Als Lehrer betonte Müller-Chappuis die heute als Grundlage des Übens und Spielens anerkannten Grundsätze der Entspannung und Gelöstheit. Daher auch die Bevorzugung der leiseren Register der Dynamikskala beim Üben. Er lehnte ein starres Unterrichtssystem ab und bevorzugte ein freies Arbeiten, bei dem die individuellen Anlagen und Vorlieben des Schülers die Richtung bestimmten und die Technik des Klavierspiels an den jeweils zu erarbeitenden Stücken entwickelt wurde.

## Schriften
- Bilder und Eindrücke. Neckar-Verlag, Villingen 1955.
- Unsre Anliegen bleiben dieselben. Selbstverlag, Mannheim 1959.
- Musikerstudien. Selbstverlag, Mannheim 1961.
- Von jungen und von alten Menschen. Selbstverlag, Mannheim 1964.
- Aufsätze, Erinnerungen, Tagebuchblätter. Selbstverlag, MannheIm 1967.

## Tondokumente
Als Quelle dienten die Kataloge der Deutschen Grammophongesellschaft, des Deutschen Musikarchivs (Leipzig), des Deutschen Rundfunkarchivs (Frankfurt), sowie ein in Privatbesitz befindliches Aufnahmetagebuch des Künstlers.

### Schallplattenaufnahmen
- Wolfgang Amadeus Mozart: Sonate C-Dur Köchel-Verz. 330. 2. Satz Andante cantabile. Polydor Nr. 15227 A. (Aufnahme: Berlin, 14. Oktober 1938).
- Wolfgang Amadeus Mozart: Sonate Es-Dur Köchel-Verz. 282. 2. Satz Menuetto I / II. Polydor Nr. 15227 B. (Aufnahme: Berlin, 14. Oktober 1938).
- Robert Schumann: Waldszenen op. 82 (Nr. 3 Einsame Blumen. Nr. 6 Herberge). Deutsche Grammophon-Gesellschaft Nr. 15226 A. (Aufnahme: Berlin, 14. Oktober 1938).
- Frédéric Chopin: Mazurka a-Moll op. 17/4. Deutsche Grammophon-Gesellschaft Nr. 15226 B. (Aufnahme: Berlin, 14. Oktober 1938).
- Frédéric Chopin: Prélude Des-Dur op. 28/15. Polydor (jap.) S 4006 A. (Aufnahme: 1940).
- Frédéric Chopin: Nocturne cis-Moll op. 27/2. Polydor (jap.) S 4006 B. (Aufnahme: 1940).
- Robert Schumann: Kinderszenen op. 15. Deutsche Grammophon-Gesellschaft Nr. 67989 / 67990. (Aufnahme: Berlin, 19. Oktober 1942).
- Wolfgang Amadeus Mozart: Variationen über ein Menuett von Jean-Pierre Duport Köchel-Verz. 573. Deutsche Grammophon-Gesellschaft Nr. 67991. (Aufnahme: Berlin, 19. Oktober 1942). Die Aufnahme ist auch in der ARD-Hörfunkdatenbank als Audiofile (Archivnummer: 1741431, Bestand: Tonträger Deutsches Rundfunkarchiv (DRA) Frankfurt, Labelcode/-name: X 130 DRA Frankfurt am Main).

### Rundfunkaufnahmen
- Franz Schubert: Andante varié h-Moll op. 84/1 (Deutsch-Verz. 838) für Klavier zu 4 Händen. (Mit Georges Humbrecht).[7] (Aufnahme: 23. Februar 1953, Süddeutscher Rundfunk Sendestelle Heidelberg).
- Gabriel Fauré: Suite Dolly op. 56 für Klavier zu 4 Händen. (Mit Georges Humbrecht). (Aufnahme: 23. Februar 1953, Süddeutscher Rundfunk Sendestelle Heidelberg).
- Gabriel Fauré: Klavierstücke (Les berceaux (Liedtranskription), Impromptu op. 84/1, Nocturne op. 84/2). (Aufnahme: 1954, Hessischer Rundfunk Frankfurt).[8]
- Wolfgang Amadeus Mozart: Konzert für Klavier und Orchester c-Moll Köchel-Verz. 491. Leitung: Heinz Bongartz. (Aufnahme: 28. Mai 1943 im Reichssender Saarbrücken. Sendung der Aufnahme: 1. Juni 1943 im Deutschlandsender).
- Wolfgang Amadeus Mozart: Konzert für Klavier und Orchester Es-Dur Köchel-Verz. 271. Landessinfonieorchester Westmark Ludwigshafen, Leitung: Gerhart Wiesenhütter. (Aufnahme: 14. Oktober 1943 im Reichssender Saarbrücken. Sendung der Aufnahme: 18. Oktober 1943 im Deutschlandsender).

### Konzertmitschnitte
- Wolfgang Amadeus Mozart: Konzert für Klavier und Orchester c-Moll Köchel-Verz. 491. Kreissymphonieorchester Brünn, Leitung: Konoe Hidemaro. Konzert im Brünner Stadttheater und Mitschnitt: 9. Dezember 1942. Sendung des Mitschnitts: 10. Dezember 1942 im Reichssender Brünn[9]